# Hydrelia bella
Hydrelia bella là một loài bướm đêm trong họ Geometridae.